# Salies-du-Salat
Salies-du-Salat ist eine für ihre Thermalquellen bekannte Gemeinde mit 1737 Einwohnern (Stand 1. Januar 2022) im Département Haute-Garonne in der südfranzösischen Region Okzitanien und gehört zum Kanton Bagnères-de-Luchon.

## Lage
Salies-du-Salat liegt auf der Nordseite der Pyrenäen in knapp 300 Metern Höhe ü. d. M. auf dem westlichen Ufer des Flusses Salat. Der Ort ist etwa 77 Kilometer (Fahrtstrecke) in südwestlicher Richtung von Toulouse entfernt; die nächstgrößere Stadt, Saint-Gaudens, liegt etwa 25 Kilometer in westlicher Richtung.

## Geschichte
Die Thermalquellen waren bereits in römischer Zeit unter dem Namen sale salus bekannt, doch sind bislang keine archäologischen Funde gemacht worden. Im Mittelalter gehörte der Ort zeitweise zum Besitz der Grafen von Comminges. Im Jahre 1958 wurde der Ort von Salies in Salies-du-Salat umbenannt.

### Bevölkerungsentwicklung
| Jahr      | 1968 | 1975 | 1982 | 1990 | 1999 | 2006 | 2017 |
| Einwohner | 1975 | 2191 | 2154 | 2074 | 1943 | 1936 | 1788 |

Bei der ersten Volkszählung in Frankreich im Jahre 1793 hatte der Ort 621 Einwohner; die maximale Einwohnerzahl erreichte Salies im Jahr 1975.

## Wirtschaft
Als anerkannter Thermalkurort leben die Einwohner hauptsächlich vom Kur- und Erholungstourismus und dessen Nebenerwerbszweigen (Hotels, Pensionen, Restaurants, Spielcasino, Golfplatz etc.); unmittelbar neben den stark salzhaltigen Thermalquellen (320 gr/Liter) gibt es auch einen Betrieb zur Salzgewinnung.

## Sehenswürdigkeiten
Der Ort hat keine bedeutenden Sehenswürdigkeiten. Einzig die von einem Glockengiebel dominierte Kirchenruine Notre-Dame-de-la-Pitié, der ehemaligen Kapelle einer – völlig zerstörten – Burg der Grafen von Comminges, befindet sich auf einem künstlich aufgeschütteten Hügel (Motte) inmitten der Stadt; sie stammt aus dem 14. Jahrhundert und ist seit 1925 als Monument historique eingestuft.

## Gemeindepartnerschaften
Salies-du-Salat ist partnerschaftlich verbunden mit der deutschen Gemeinde Philippsthal (Werra) in Hessen.

## Persönlichkeiten
- Jean Dominique Compans (1769–1845), General der Infanterie